# Riddim Runner 2009
Riddim Runner 2009 è un mixtape del cantante reggae, Babaman, pubblicato nel 2009 in free-download. Il disco contiene diversi remix di brani dei precedenti album e alcuni inediti in stile roots.

## Tracce
1. Intro by Rinoralis – 0:47
2. Canto nyabinghi - Legal Riddim – 4:43
3. Like a bullit inna face - Taxi Riddim – 2:15
4. Principessa - Atariq Riddim – 2:59
5. Ma ormai - Bodo Riddim – 3:56
6. Unica - The Rising Star Riddim – 3:47
7. Io la vedo stupida - Bless Ya Riddim – 3:26
8. Mancanza d'amore - Jah a di techa Riddim – 3:50
9. Babilonia - Gang War Riddim – 3:37
10. Vogliono dominar - Eighty Five Riddim – 3:03